# Boethus cinctus
Boethus cinctus är en stekelart som beskrevs av Henry Keith Townes, Jr. och Gupta 1992. Boethus cinctus ingår i släktet Boethus och familjen brokparasitsteklar. Inga underarter finns listade.